# 災害対策用ヘリコプター
災害対策用ヘリコプター（さいがいたいさくようヘリコプター）は、災害救助・復旧活動を支援するために、国土交通省が保有するヘリコプターである。防災情報収集活動等に用いられる。現場レベルでは防災ヘリとも呼称される

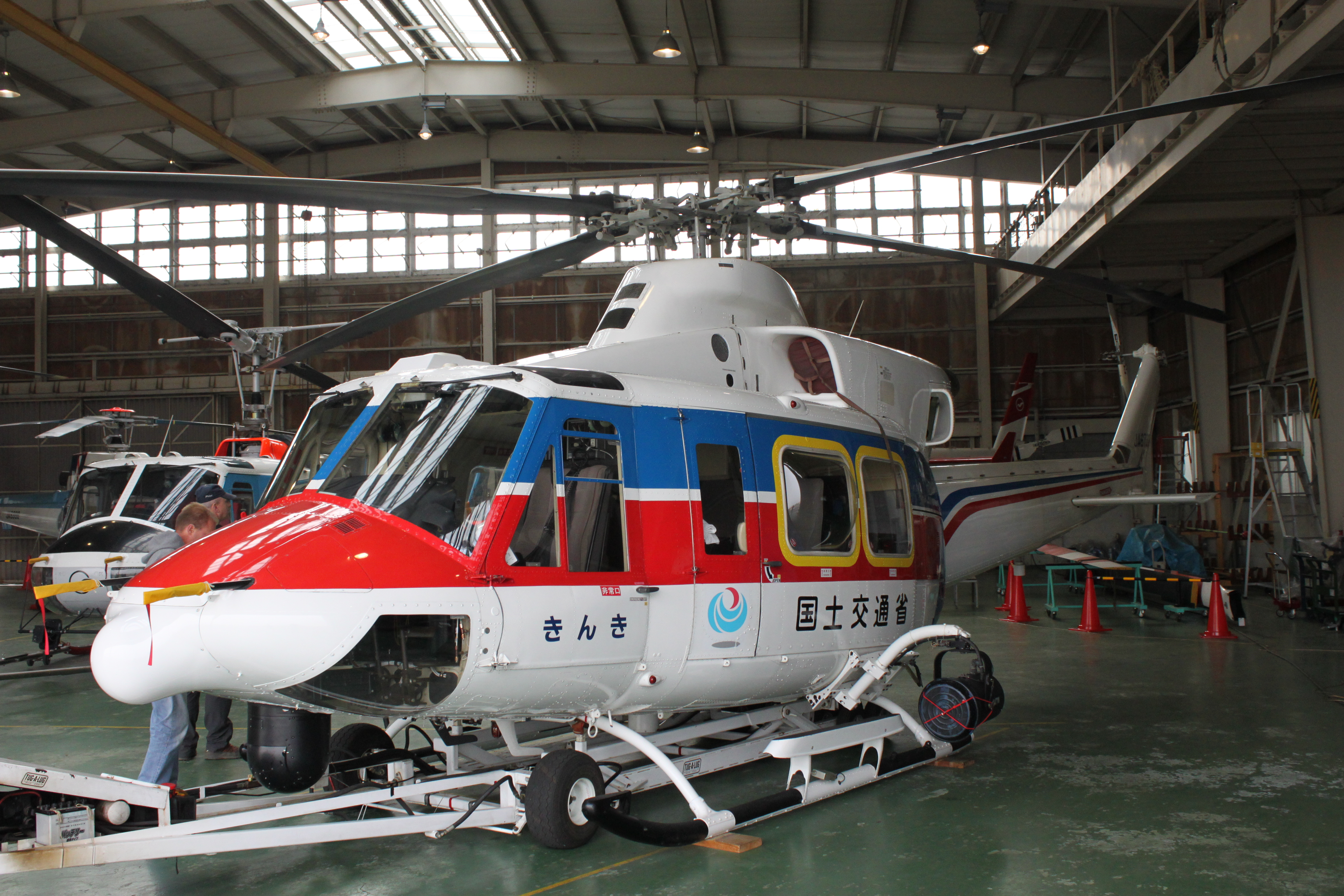
近畿地方整備局 災害対策用ヘリコプター“きんき”

## 概要
国土交通省では、災害発生直後の即時的かつ広域的な被害状況の把握や応急復旧活動に役立てる災害対策用機械の一部として、各地方整備局に専用ヘリコプターの導入を進めている。
大規模災害時の被災現場の情報収集や復旧活動に要する航空写真撮影、災害対策要員の迅速な搬送等を実施する。このため、機外スピーカー・サーチライト・写真撮影システム・画像伝送用カメラ・赤外線熱画像用カメラを装備している。
運航は民間の航空事業会社に委託されている。
基本的には国交省の職員が同乗することになっているが、緊急時は職員が乗らない「無人」での運用も行われる。また過去の災害の教訓から迅速に離陸できるように格納庫の手前に駐機したり、運航会社との連絡用に専用回線を設けるなどしている。

## 配備機種
- ベル412EP
- AS350-B3
- AW139
- AW189（英語版）

## 配備状況
2025年5月時点での機数は12機。全国の配備状況は次のとおり。
| 運用者          | 保有機数 | 基地           | 愛称     | 機種           | 機体番号 | 運航受託会社 | 備考           |
| --------------- | -------- | -------------- | -------- | -------------- | -------- | ------------ | -------------- |
| 北海道開発局    | 1        | 石狩ヘリポート | ほっかい | ベル412EP      | JA6881   | 朝日航洋     | 2019年2月導入  |
| 東北地方整備局  | 1        | 仙台空港       | みちのく | Leonardo AW189 | JA82TH   | 東邦航空     |                |
| 北陸地方整備局  | 1        | 新潟空港       | ほくりく | ベル412EP      | JA6819   | 中日本航空   | --             |
| 北陸地方整備局  | 1        | 新潟空港       | ほくりく | Leonardo AW139 | JA84HR   | 中日本航空   | 2024年12月導入 |
| 関東地方整備局  | 1        | 東京ヘリポート | あおぞら | Leonardo AW139 | JA83KT   | 朝日航洋     | 2018年3月導入  |
| 中部地方整備局  | 1        | 名古屋飛行場   | まんなか | ベル412EP      | JA6817   | 中日本航空   |                |
| 中部地方整備局  | 1        | 名古屋飛行場   | まんなか | ベル412EP      | JA85CB   | 中日本航空   | 2025年4月導入  |
| 近畿地方整備局  | 1        | 八尾空港       | きんき   | Leonardo AW139 | JA86KK   | 中日本航空   | 2020年6月導入  |
| 中国地方整備局  | 1        | 広島ヘリポート | おりづる | Leonardo AW189 | JA87CG   | 中日本航空   | 2022年6月導入  |
| 四国地方整備局  | 1        | 高松空港       | 愛らんど | ベル412EP      | JA6820   | 四国航空     | 2007年3月導入  |
|                 |          |                |          | Leonardo AW139 | JA88JP   |              | 2025年導入予定 |
| 九州地方整備局  | 1        | 奈多ヘリポート | はるかぜ | Leonardo AW139 | JA89HA   | 西日本空輸   | 2021年導入     |
| 沖縄総合事務局※ | 1        | 那覇空港       | -        | AS350-B3       | JA022N   | 中日本航空   | [ 3 ]          |

※沖縄総合事務局は、内閣府の地方支局である。